# Lieven Van Gils
Lieven Van Gils (Hoogstraten, 24 februari 1964) is een Belgisch presentator en sportjournalist voor zenders van de Vlaamse openbare omroep VRT.

## Biografie
Lieven Van Gils werd geboren op 24 februari 1964 in Hoogstraten in een gezin waarin zowel de vader als de moeder in het onderwijs stonden. Hij heeft nog een jongere broer en zus.
Hij heeft Germaanse Talen gestudeerd aan de KU Leuven. Nadien gaf hij een tijdje les  aan het Klein Seminarie in Hoogstraten, waar hij zelf school liep. In 1987 slaagde hij voor het examen van regisseur-omroeper bij de toenmalige BRT. Hij ging aan de slag bij de Wereldomroep (radio).

### Sportjournalistiek
Tijdens zijn legerdienst behield hij zijn vrije uren om te gaan werken op de sportredactie van de radio, bij coryfee Jan Wauters. In 1990 stapte hij over naar Studio Brussel, waar hij tien jaar bleef.
Toen België en Nederland samen het Europees kampioenschap voetbal 2000 organiseerden, werd hij door de VRT gevraagd om het commentaar te verzorgen bij enkele wedstrijden. Vlak daarna ging hij in vaste dienst werken voor de VRT-sportredactie.
Hij presenteerde in 2002 ook het sportprogramma 'Editie laat: Over de lijn'.
Van 2005 tot en met 2015 nam hij elke jaar de interviews af van wielrenners en ploegleiders vanuit een van de tourhotels tijdens de Ronde van Frankrijk in de talkshow van Karl Vannieuwkerke, Tour ..., Vive le vélo (later gewoon Vive le vélo), dat te zien is op Eén. Overdag verzorgde hij samen met Michel Wuyts en José De Cauwer de live-verslaggeving van de ritten. Hij bracht ook verslag uit van de wielerwedstrijd in Het Journaal. Vanwege zijn werk voor Van Gils & gasten besloot hij om de Tourverslaggeving vanaf 2016 te laten vallen. Voor Radio 2 presenteert hij dat jaar wel tijdens het Europees voetbalkampioenschap het programma De EK-watchers.
In 2019 werkte Van Gils mee aan een tv-documentairereeks over wielrenner Frank Vandenbroucke, VDB. Ik ben God niet, dat op Canvas liep. Later dat jaar begon hij eveneens voor Canvas aan een zesdelige wielerdocumentaire, die gebaseerd is op het boek De val van Matthias M.R. Declercq, dat gaat over een groep vrienden in het wielerpeloton. Van eind augustus tot begin oktober 2021 werd de docuserie uitgezonden onder de naam Het Scheldepeloton.

### Ander tv-werk
Van januari 2008 tot juni 2010 was Lieven Van Gils te zien aan de zijde van Phara de Aguirre in de Canvastalkshow Phara. Sinds 2010 presenteerde hij de laatavondtalkshow Reyers laat, aanvankelijk samen met ex-sport-collega Dirk Abrams, maar na diens gezondheidscrisis alleen, later alternerend met Kathleen Cools tot het programma werd stopgezet in mei 2015.
Daarnaast spreekt hij soms commentaarstem in voor het Ketnet-jeugdjournaal Karrewiet. Hij speelde in 2011 ook de gastrol Fredje in drie afleveringen van het slotseizoen van de sitcom F.C. De Kampioenen: Ronaldinho en Julia, Kop van jut en (zonder credit) De mooiste dag. In 2013 kreeg Van Gils de Vlaamse Televisie Ster 2012 voor beste presentator.
Na het stopzetten van Reyers laat presenteerde Van Gils van 31 augustus 2015 tot en met 9 mei 2019 een talkshow op Eén: Van Gils & Gasten.
In september 2021 werd Van Gils het gezicht rond film, series en fictie van de VRT-nieuwsredactie. Hij volgde in die functie Ward Verrijcken op.

### Naast zijn tv-werk
Naast zijn carrière als sportjournalist, leidt hij debatten en interviews als moderator en presentator.
In de zomer van 2020 presenteerde hij op Radio 1 het boekenprogramma Zomerhuis met boeken.
Lieven Van Gils is sinds 2012 ambassadeur van de Wortel- en Merksplas-Kolonie, onderdeel van de Koloniën van Weldadigheid, landbouwkoloniën die in begin van de 19de eeuw ontstaan zijn als integrale oplossing voor armoedebestrijding en nu fungeren als landschap.